# Financial Centre (metropolitana di Dubai)
Financial Centre (in arabo المركز المالي) è una stazione della linea rossa della metropolitana di Dubai. È stata inaugurata il 10 settembre 2009.